# فینال جام حذفی فوتبال انگلستان ۲۰۱۵
فینال جام حذفی فوتبال انگلستان ۲۰۱۵ رقابت پایانی جام حذفی فوتبال انگلستان در سال ۲۰۱۵ میلادی است که مابین دو تیم باشگاه فوتبال آرسنال و باشگاه فوتبال استون ویلا در ورزشگاه ومبلی لندن برگزار شده‌است.
این مسابقه که در تاریخ ۳۰ مه ۲۰۱۵ انجام شده‌است با نتیجه ۴ بر ۰ به سود تیم باشگاه فوتبال آرسنال به پایان رسید. برای آرسنال در این بازی تئو والکات در دقیقه ۴۰، الکسیس سانچز در دقیقه ۵۰، پر مرته‌ساکر، در دقیقه ۶۲ و اولیویر ژیرو در دقیقه ۹۰ گل زدند.
آرسنالی‌ها که ۲۰۱۴ نیز هم در ورزشگاه ومبلی قهرمان این جام شدند،این ۱۲ام قهرمانی باشگاه فوتبال آرسنال در جام حذفی فوتبال انگلستان بود.
این همچنین ششمین مرتبه‌ای بود که آرسن ونگر این جام را بالای سر برد تا بتواند با رکورد جرج رمزی، مربی سال‌های دور استون ویلا مساوی کند.